# Vejbump
Et fartbump eller vejbump er en skabt forhøjning i vejen, der tvinger køretøjerne til at nedsætte hastigheden, da en passage ved for høj hastighed forårsager, at bilen "hopper" dels ved mødet med forhøjning og ved bumpets afslutning. Af samme årsag bliver de typisk anvendt i byerne.
Bumpet findes i en række forskellige varianter, der kan tvinge hastigheden helt ned til f.eks. 15-20 km/t eller gøre det ubehageligt at overskride den lokale hastighedsgrænse på f.eks. 50 km/t. 
I Danmark findes der 10 typer af vejbump, som er typegodkendt af Vejdirektoratet:
| Vejbump-type                      | Særligt kendetegn                                                                                    | Hastighed efter bump - personbiler | Hastighed efter bump - tunge køretøjer |
| --------------------------------- | --- | ---------------------------------- | -------------------------------------- |
| Cirkelbump                        | Standard hastighedsdæmpning på offentlige- og private fælles-veje.                                   | 20–50 km/t                         | 5–35 km/t                              |
| Modificeret cirkelbump            | Mindre ubehagelig at passere end et cirkelbump.                                                      | 20–50 km/t                         | 5–35 km/t                              |
| Modificeret sinusbump             | Behageligere passage end cirkelbump, men ikke så effektiv.                                           | 50 km/t                            | 35 km/t                                |
| Trapezformet bump                 | Plan top, brat rampe – særligt effektiv mod tunge køretøjer.                                         | 20–50 km/t                         | 5–30 km/t                              |
| Trapezbump m. modificerede ramper | Plan top med blødere ramper.                                                                         | 40 km/t                            | 25 km/t                                |
| Kombibump                         | Kombinerer et kort og et langt bump, hvilket tvinger både tunge og lette køretøjer ned i samme fart. | 20–50 km/t                         | 20–50 km/t                             |
| Pudebump                          | Sænker bilernes hastighed, mens busser og lastbiler kan holde farten.                                | 20–50 km/t                         | Ingen reduktion                        |
| Pukkelbump                        | Seks små kupler, der virker mod biler. Tunge køretøjer kan til gengæld passere ugeneret.             | 50 km/t                            | Ingen reduktion                        |
| Vejbump af gummi (typegodkendt)   | Hurtig, aftagelig løsning uden asfaltarbejde                                                         | 20–50 km/t                         | 5–35 km/t                              |
| Midlertidigt vejbump              | Midlertidig brug ved fx vejarbejde                                                                   | 20–50 km/t                         | 5–35 km/t                              |

I Kongens Enghave er der i øjeblikket forsøg i gang med et "variabelt bump", der synker sammen ved passage med tunge køretøjer, så det i praksis kun er lastvogne og busser, der ikke mærker til bumpet. Ydermere har Dansk Autohjælp og MEKS i samarbejde med politiet udført nogle forsøg med mobile vejbump, der skal sikre et ulykkessted på typisk en motorvej.